# Serrigny-en-Bresse
Serrigny-en-Bresse ist eine französische Gemeinde im Département Saône-et-Loire in der Region Bourgogne-Franche-Comté. Sie gehört zum Arrondissement Louhans und zum Kanton Pierre-de-Bresse. Der Ort hat 187 Einwohner (Stand 1. Januar 2022).

## Geografie

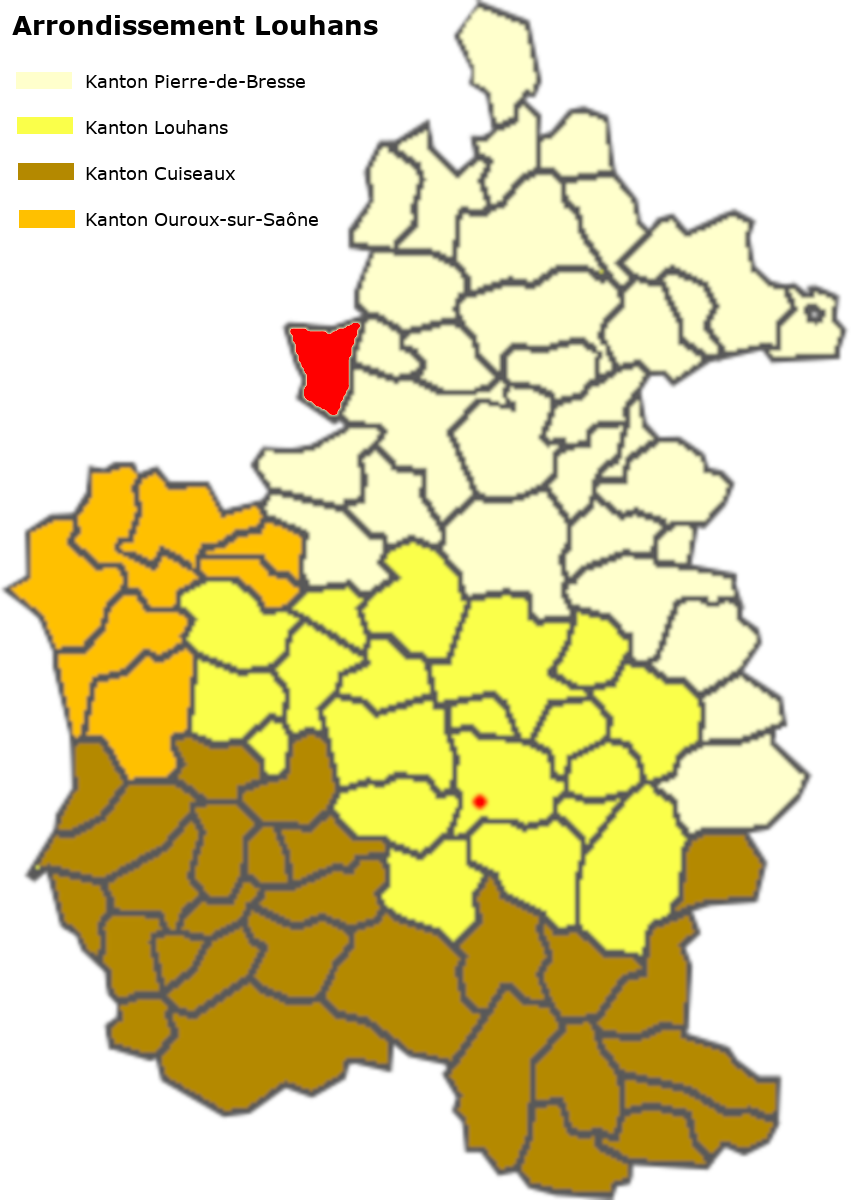
Lage der Gemeinde im Arrondissement Louhans

Die Gemeinde liegt in der Landschaft Bresse, im Westen des Arrondissement Louhans und grenzt im Norden, Süden und Westen an das Arrondissement Chalon-sur-Saône. Die nördliche Gemeindegrenze stößt an Saint-Didier-en-Bresse. Im Westen ist Saint-Martin-en-Bresse, im Süden und Südwesten Villegaudin Nachbarort. Durch das westliche Gemeindegebiet fließt der Bief de l’Étang Saint-Didier. In diesen mündet eine stattliche Zahl von Biefs, die der Bewirtschaftung der sechs Étangs dienen. Das südliche Gemeindegebiet wird von der Departementsstraße D970 durchzogen, die anschließend Mervans erreicht. Im nördlichen Drittel der Gemeinde befindet sich der Forêt de Truchy, im südlichen Teil der Bois du Velar. Die Gemeinde ist schwach bevölkert und zudem stark zersiedelt, rund drei Viertel der Bevölkerung lebt in verschiedenen Weilern. 
Zum Gemeindegebiet gehören die folgenden Weiler und Fluren: Barraud, Bois-Garlot, le Bouchat, la Coltière, la Communauté, l’Étang-Dioche, Bief de l’Étang-Saint-Didier (Gewässer), Fussey, la Grange-des-Bois, la Grange-Neuve, les Morins, la Motte, Moulin-Moissonnier, la Pire, Pouilly, Rothey, les Teppes-Rousset, le Velard, la Villeneuve.

### Klima
Das Klima in Serrigny-en-Bresse ist warm und gemäßigt. Es gibt das ganze Jahr über deutliche Niederschläge, selbst der trockenste Monat weist noch hohe Niederschlagsmengen auf. Die Klassifikation des Klimas nach Köppen und Geiger ist Cfb ((Gemäßigtes) Ozeanklima). Die Temperatur liegt im Jahresdurchschnitt bei 12,0 °C. Der wärmste Monat ist der Juli mit einer Durchschnittstemperatur von 21,1 °C, der kälteste der Januar mit 3,3 °C. Über ein Jahr verteilt summieren sich die Niederschläge auf 1055 mm, dabei ist der November mit 113 mm der niederschlagsreichste, während März als trockenster Monat 73 mm aufweist. Über das ganze Jahr werden etwa 2700 Sonnenstunden gezählt.
|                        | Jan | Feb | Mär  | Apr  | Mai  | Jun  | Jul  | Aug  | Sep  | Okt  | Nov  | Dez |   |      |
| Mittl. Temperatur (°C) | 3,3 | 3,9 | 7,5  | 11,2 | 15,1 | 19,2 | 21,1 | 20,8 | 17,0 | 12,9 | 7,4  | 4,1 | ⌀ | 12   |
| Mittl. Tagesmax. (°C)  | 6,2 | 7,6 | 12,0 | 15,8 | 19,5 | 23,9 | 25,9 | 25,6 | 21,5 | 16,9 | 10,5 | 6,8 | ⌀ | 16,1 |
| Mittl. Tagesmin. (°C)  | 0,6 | 0,6 | 3,2  | 6,4  | 10,3 | 14,2 | 16,2 | 15,9 | 12,7 | 9,2  | 4,4  | 1,5 | ⌀ | 8    |
|                        |     |     |      |      |      |      |      |      |      |      |      |     |   |      |
| Niederschlag (mm)      | 89  | 75  | 73   | 88   | 96   | 78   | 75   | 79   | 88   | 103  | 113  | 98  | Σ | 1055 |

| 0,6 |

| 0,6 |

| 3,2 |

| 6,4 |

| 10,3 |

| 14,2 |

| 16,2 |

| 15,9 |

| 12,7 |

| 9,2 |

| 4,4 |

| 1,5 |

| 0,6 |

| 0,6 |

| 3,2 |

| 6,4 |

| 10,3 |

| 14,2 |

| 16,2 |

| 15,9 |

| 12,7 |

| 9,2 |

| 4,4 |

| 1,5 |

## Toponymie
Die erste Erwähnung des Ortes geht zurück auf 1317 als Sarrigney. Der Name des Ortes dürfte gallorömischen Ursprungs sein. Vermutlich bezeichnete er den Besitz eines Sarignius, in gallorömischer Form Sarigniacum und wurde schließlich zum heutigen Serrigny. Der Zusatz en Bresse taucht 1598 erstmals auf und ist seit 1844 fester Bestandteil des Ortsnamens.

## Geschichte
Vom 14. bis zu Beginn des 18. Jahrhunderts gehörte das Gemeindegebiet der Familie Fussey, anschließend ging es an Thomas de la Valette über. 1736 wurde Serrigny Bestandteil des Marquisats Marche. Die Römerstraße zwischen Seurre und Cuisery streift die Gemeinde im Osten, im Weiler Petit Velar befand sich eine Motte und 1856 bestanden noch drei Getreidemühlen, davon zwei Windmühlen. Bis 1685 gehörte der Ort zur Pfarrei Saint-Martin-en-Bresse, die Kirche ist dem Heiligen Franz von Assisi geweiht, die Apsis wurde 1867 erbaut. Die 1881 erbaute Schule wurde 1971 geschlossen. Angeblich handelt es sich bei einigen Häusern auf der Westseite des Chemin de Villeneuve noch um Bauten des Typs Maison de la lune. 1851 wurde jedenfalls eines auf 50 m² Gemeindegebiet erbaut, musste jedoch auf Weisung der Gemeinde im selben Jahr noch abgerissen werden. Ein weiteres bestehe im Weiler Bouchat, sei jedoch leider stark umgebaut. Ende des 19. Jahrhunderts lebte die Bevölkerung weitgehend von der Landwirtschaft, Fischfang und vom Schnitzen von Holzschuhen. Vom Gehöft der Familie Morin besteht lediglich noch der Stall, das Wohnhaus von 33 Metern Länge wurde im Jahr 2000 am Ortseingang von Saint-Martin-en-Bresse wieder aufgebaut. Serrigny-en-Bresse hat einen großen Anteil von schweizerischen und holländischen Einwohnern. 1988 bestanden noch 12 Landwirtschaftsbetriebe.

## Bevölkerung
| Serrigny-en-Bresse: Einwohnerzahlen von 1793 bis 2020 | Serrigny-en-Bresse: Einwohnerzahlen von 1793 bis 2020 | Serrigny-en-Bresse: Einwohnerzahlen von 1793 bis 2020 | Serrigny-en-Bresse: Einwohnerzahlen von 1793 bis 2020 | Serrigny-en-Bresse: Einwohnerzahlen von 1793 bis 2020 |
| --- | ----------------------------------------------------- | ----------------------------------------------------- | ----------------------------------------------------- | ----------------------------------------------------- |
| Jahr |                                                       |                                                       |                                                       | Einwohner                                             |
| 1793 | 1793                                                  |                                                       | 363                                                   | 363                                                   |
| 1800 | 1800                                                  |                                                       | 397                                                   | 397                                                   |
| 1806 | 1806                                                  |                                                       | 395                                                   | 395                                                   |
| 1821 | 1821                                                  |                                                       | 409                                                   | 409                                                   |
| 1831 | 1831                                                  |                                                       | 423                                                   | 423                                                   |
| 1836 | 1836                                                  |                                                       | 392                                                   | 392                                                   |
| 1841 | 1841                                                  |                                                       | 430                                                   | 430                                                   |
| 1846 | 1846                                                  |                                                       | 443                                                   | 443                                                   |
| 1851 | 1851                                                  |                                                       | 420                                                   | 420                                                   |
| 1856 | 1856                                                  |                                                       | 415                                                   | 415                                                   |
| 1861 | 1861                                                  |                                                       | 403                                                   | 403                                                   |
| 1866 | 1866                                                  |                                                       | 378                                                   | 378                                                   |
| 1872 | 1872                                                  |                                                       | 354                                                   | 354                                                   |
| 1876 | 1876                                                  |                                                       | 349                                                   | 349                                                   |
| 1881 | 1881                                                  |                                                       | 357                                                   | 357                                                   |
| 1886 | 1886                                                  |                                                       | 350                                                   | 350                                                   |
| 1891 | 1891                                                  |                                                       | 329                                                   | 329                                                   |
| 1896 | 1896                                                  |                                                       | 331                                                   | 331                                                   |
| 1901 | 1901                                                  |                                                       | 325                                                   | 325                                                   |
| 1906 | 1906                                                  |                                                       | 340                                                   | 340                                                   |
| 1911 | 1911                                                  |                                                       | 335                                                   | 335                                                   |
| 1921 | 1921                                                  |                                                       | 245                                                   | 245                                                   |
| 1926 | 1926                                                  |                                                       | 231                                                   | 231                                                   |
| 1931 | 1931                                                  |                                                       | 223                                                   | 223                                                   |
| 1936 | 1936                                                  |                                                       | 226                                                   | 226                                                   |
| 1946 | 1946                                                  |                                                       | 212                                                   | 212                                                   |
| 1954 | 1954                                                  |                                                       | 196                                                   | 196                                                   |
| 1962 | 1962                                                  |                                                       | 189                                                   | 189                                                   |
| 1968 | 1968                                                  |                                                       | 158                                                   | 158                                                   |
| 1975 | 1975                                                  |                                                       | 136                                                   | 136                                                   |
| 1982 | 1982                                                  |                                                       | 146                                                   | 146                                                   |
| 1990 | 1990                                                  |                                                       | 114                                                   | 114                                                   |
| 1999 | 1999                                                  |                                                       | 130                                                   | 130                                                   |
| 2006 | 2006                                                  |                                                       | 160                                                   | 160                                                   |
| 2009 | 2009                                                  |                                                       | 188                                                   | 188                                                   |
| 2014 | 2014                                                  |                                                       | 194                                                   | 194                                                   |
| 2020 | 2020                                                  |                                                       | 188                                                   | 188                                                   |
| Quelle(n): EHESS/Cassini bis 2006, ab 2009 INSEE Anmerkung(en): • Ab 1962 offizielle Zahlen ohne Einwohner mit Zweitwohnsitz • Höchste Einwohnerzahl 1848 mit 443, tiefste Einwohnerzahl 1990 mit 114 (25,7 % vom Maximum) |                                                       |                                                       |                                                       |                                                       |

| Bevölkerungsstruktur | Anzahl Einwohner | männlich | weiblich | davon Ausländer | Anteil % |
| -------------------- | ---------------- | -------- | -------- | --------------- | -------- |
|                      | 186              | 92       | 94       | 9               | 4,8      |

| Männer | Alterstufe | Frauen |
| ------ | ---------- | ------ |
| 0      | 90 + älter | 1      |
| 8      | 75–89      | 7      |
| 15     | 60–74      | 18     |
| 12     | 45–59      | 15     |
| 26     | 30–44      | 22     |
| 13     | 15–29      | 12     |
| 19     | 0–14       | 21     |

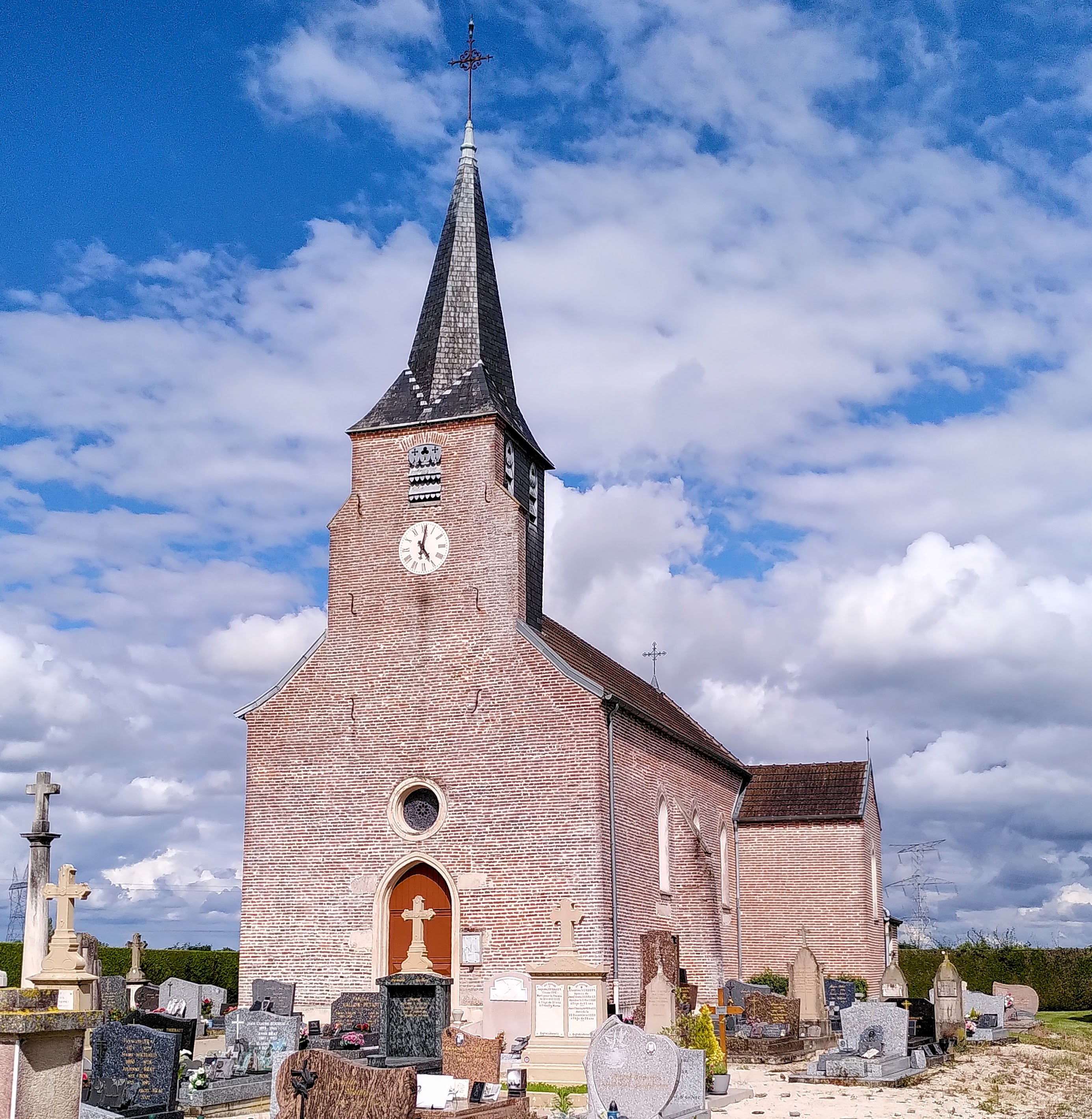
Kirche Saint-François-d’Assise (Franz von Assisi) von Serrigny-en-Bresse

Die Bevölkerungsstruktur zwischen Männern und Frauen ist ausgeglichen. Dabei sind 61 % der Bevölkerung jünger als 45 Jahre. Die Gruppe der unter 15-Jährigen macht 21,5 % der Bevölkerung aus. Demgegenüber sind 26 % der Einwohner älter als 60 Jahre und damit im Rentenalter. Diese Struktur dürfte auf die Tatsache zurückzuführen sein, dass seit 1999 dank einer regen Bautätigkeit die Wohneinheiten um 38 % zugenommen haben. Dadurch dürfte ein Zuzug von jungen Familien mit Kindern erfolgt sein.
| Wohnstruktur               | Anzahl Wohneinheiten | davon Häuser | Wohnungen | sonstige |
| -------------------------- | -------------------- | ------------ | --------- | -------- |
|                            | 91                   | 87           | 3         | 1        |
| davon Hauptwohnsitz        | 73                   |              |           |          |
| Zweit- oder Ferienwohnsitz | 9                    |              |           |          |
| vakant                     | 9                    |              |           |          |

## Wirtschaft und Infrastruktur

### Unternehmen, Betriebe, Ladengeschäfte und Einrichtungen
In der Gemeinde gibt es nebst Kirche und Mairie (Gemeindehaus) folgende Unternehmen nach Branchen:
| Branche                                                           | Anzahl Betriebe |
| ----------------------------------------------------------------- | --------------- |
| Industrie und verarbeitendes Gewerbe                              | 1               |
| Baugewerbe                                                        | 1               |
| Groß- und Einzelhandel, Verkehr, Beherbergung und Gastronomie     |                 |
| Information und Kommunikation                                     | 1               |
| Finanz- und Versicherungsdienstleistungen                         |                 |
| Grundstücks- und Wohnungswesen                                    | 1               |
| Freiberufliche, wissenschaftliche und technische Dienstleistungen | 3               |
| Öffentliche Verwaltung, Unterricht, Gesundheits- und Sozialwesen  |                 |
| Sonstige Dienstleistungen                                         |                 |
| Land- und Forstwirtschaftsbetriebe                                | 4               |

In der Gemeinde befinden sich eine Immobilienagentur, ein Maler/Gipser und zwei Installateurbetriebe. Mit den Gütern des täglichen Bedarfs versorgen sich die Einwohner in Saint-Martin-en-Bresse und in Mervans.

### Geschützte Produkte in der Gemeinde
Als AOC-Produkte sind in Serrigny-en-Bresse Volaille de Bresse und Dinde de Bresse zugelassen.

### Bildungseinrichtungen
Serrigny-en-Bresse verfügt über keine eigenen schulischen Einrichtungen. Die Kinder werden in Schulen der umliegenden Gemeinden ausgebildet.

## Einzelbelege
1. ↑  Bief de l’Étang Saint-Didier, Länge 9,5 km, Zufluss zu La Cosne d’Épinossous, Quelle bei
46° 47′ 46,7″ N, 5° 7′ 0,5″ O
 in Villegaudin auf ca. 207 m, Mündung bei 46° 51′ 8,3″ N, 5° 3′ 2,2″ O in Ciel auf ca. 177 m, Bief de l’Étang Saint-Didier auf sandre.eaufrance.fr
2. ↑  Departementsstrasse D970. auf routes.wikia.com. Abgerufen am 1. Mai 2015 (französisch).
3. ↑  Dictionnaire Topographique de Saône-et-Loire. Comité des Travaux Historiques et Scientifiques, abgerufen am 25. Juli 2023 (französisch).
4. ↑  Kurzbeschrieb und Bilder Église Saint-François d'Assise. (PDF) In: pastourisme71.com. Pastorale Tourisme & Loisirs, abgerufen am 22. Juli 2024 (französisch).
5. ↑  Einwohnerstatistik auf cassini.ehess.fr. cassini.ehess.fr, abgerufen am 1. April 2024 (französisch).
6. ↑  Dossier complet, Commune de Serrigny-en-Bresse (71519). Insee.fr, abgerufen am 1. April 2024 (französisch).
7. ↑  Dossier complet, Commune de Serrigny-en-Bresse (71519). Stand 31. Dezember 2020. Insee.fr, abgerufen am 11. Juli 2024 (französisch).
8. ↑  Dossier complet, Commune de Serrigny-en-Bresse (71519). Stand 31. Dezember 2020. Insee.fr, abgerufen am 11. Juli 2024 (französisch).
9. ↑  Nombre d’exploitations agricoles 2020. In: www.observatoire-des-territoires.gouv.fr. Abgerufen am 11. Juli 2024 (französisch).
10. ↑  SERRIGNY-EN-BRESSE - Le cadre de vie des Territoires. In: eterritoires.fr. Abgerufen am 11. Juli 2024 (französisch).
11. ↑  Poulet de Bresse. auf INAO, L'Institut national de l'origine et de la qualité. Abgerufen am 26. Juni 2015 (französisch).
12. ↑  Dinde de Bresse. auf INAO, L'Institut national de l'origine et de la qualité. Abgerufen am 26. Juni 2015 (französisch).